# Colantonio

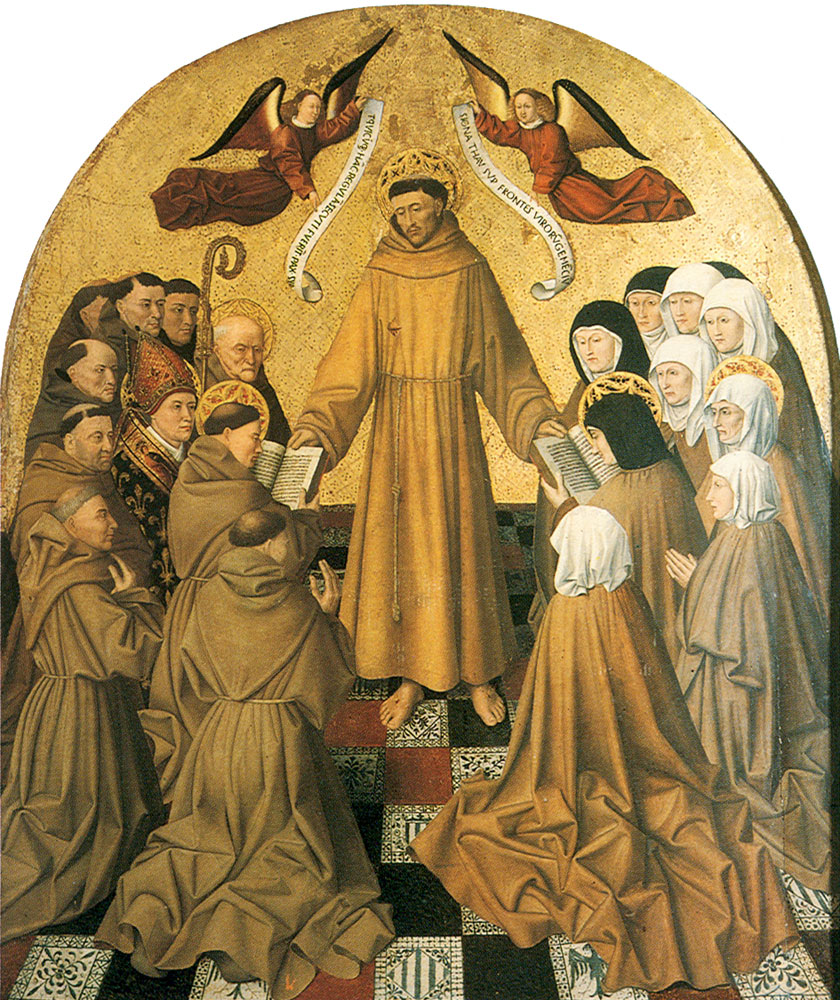
Consegna della regola francescana, Museo di Capodimonte, Napoli

Colantonio, fusione dei nomi di battesimo Niccolò Antonio (1420 circa – Napoli, dopo il 1460), è stato un pittore italiano, maestro di Antonello da Messina.

## Biografia

### Formazione

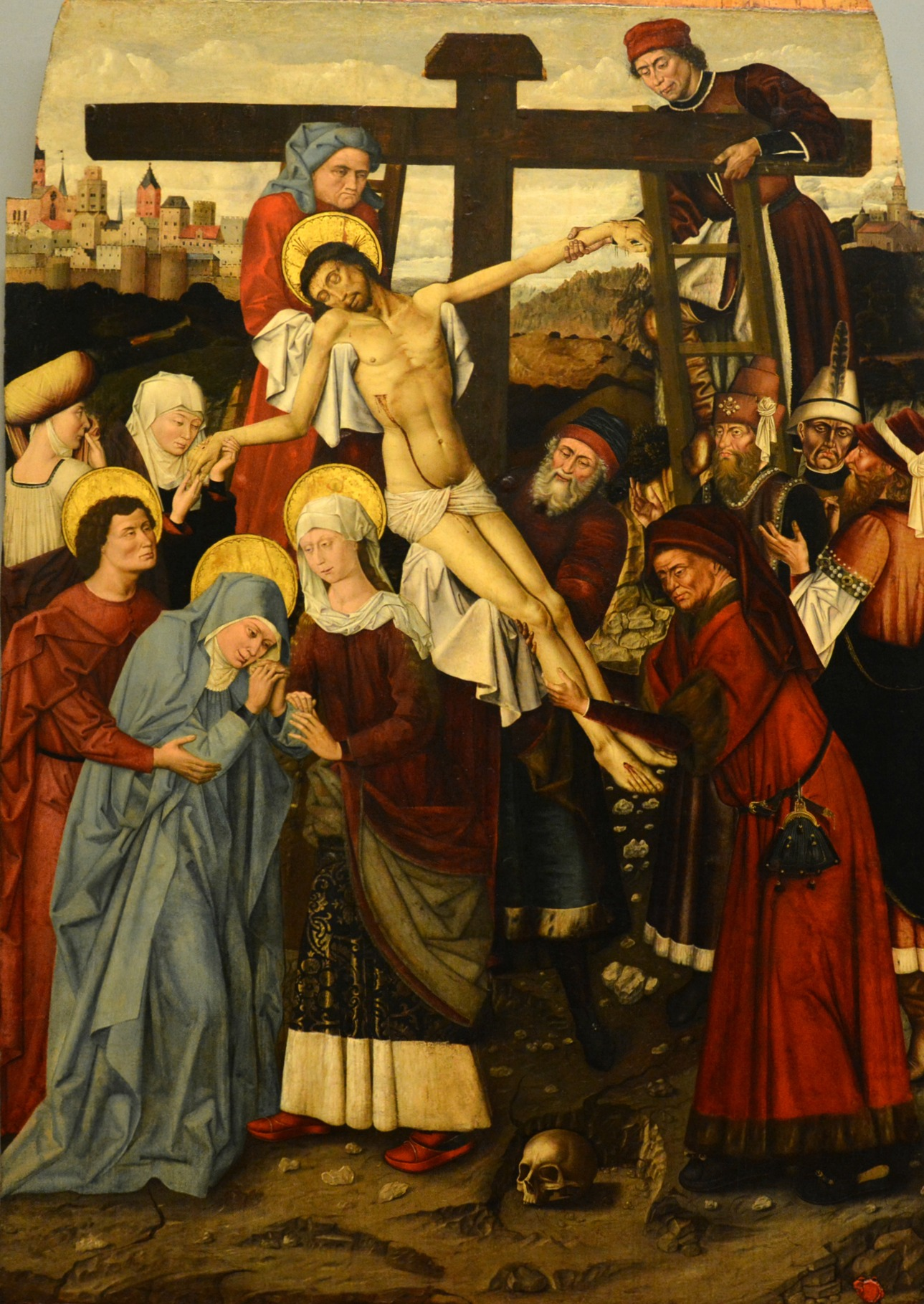
Deposizione, Museo di Capodimonte, Napoli

Forse fu allievo di Barthélemy d'Eyck, pittore fiammingo della corte di Renato d'Angiò.
Fu il protagonista dell'arte napoletana del primo Quattrocento, figura chiave della cosiddetta "Congiuntura Nord-Sud", cioè di quella particolare corrente di incontro e fusione tra modi fiamminghi e mediterranei che interessò parte del Mediterraneo occidentale e delle regioni del nord Italia, con epicentro proprio a Napoli.
Tra i suoi allievi, oltre ad Antonello, vi fu anche Angiolillo Arcuccio.

### Tra Angioini e Aragonesi
Colantonio operò a Napoli tra il 1440 e il 1460 circa, e visse sia la stagione di re Renato (1438-1442), il colto ammiratore dell'arte fiamminga, borgognona e provenzale, sia quella di Alfonso V d'Aragona (al trono dal 1444), legato agli altri territori della corona aragonese, in particolare la Catalogna, a sua volta ispirata ai modi fiamminghi.
Le diversità di questi due momenti di influenza franco-fiamminga sono ben visibili nei due pannelli principali dell'ancona per la chiesa francescana di San Lorenzo Maggiore, dipinta da Colantonio tra il 1444 e il 1446 circa in momenti diversi ed oggi smembrata e dispersa. Nel San Girolamo nello studio (1444 circa) la cultura di base è vicina a Barthélemy d'Eyck e gli artisti della corte angioina, come dimostrano l'attenzione alla resa dei volumi, degli spazi e la cura nei dettagli, come la straordinaria "natura morta" dello scaffale con i libri. Nella Consegna della regola francescana  (1445 circa) Colantonio si mostra già aggiornato alle novità dell'ambiente di corte aragonese, con una maggiore indole "fiamminghista", filtrata però questa volta dalla scuola iberica, come dimostrano il pavimento inerpicato in verticale, le fisionomie, le aureole traforate, le pieghe rigide e geometriche delle vesti. I due temi, apparentemente sconnessi, sono in realtà legati dal pensiero di san Bernardino, che considerava san Girolamo alla radice della spiritualità francescana. Antonello da Messina realizzò per l'ancona le tavolette laterali con i Beati francescani.

### Opere successive

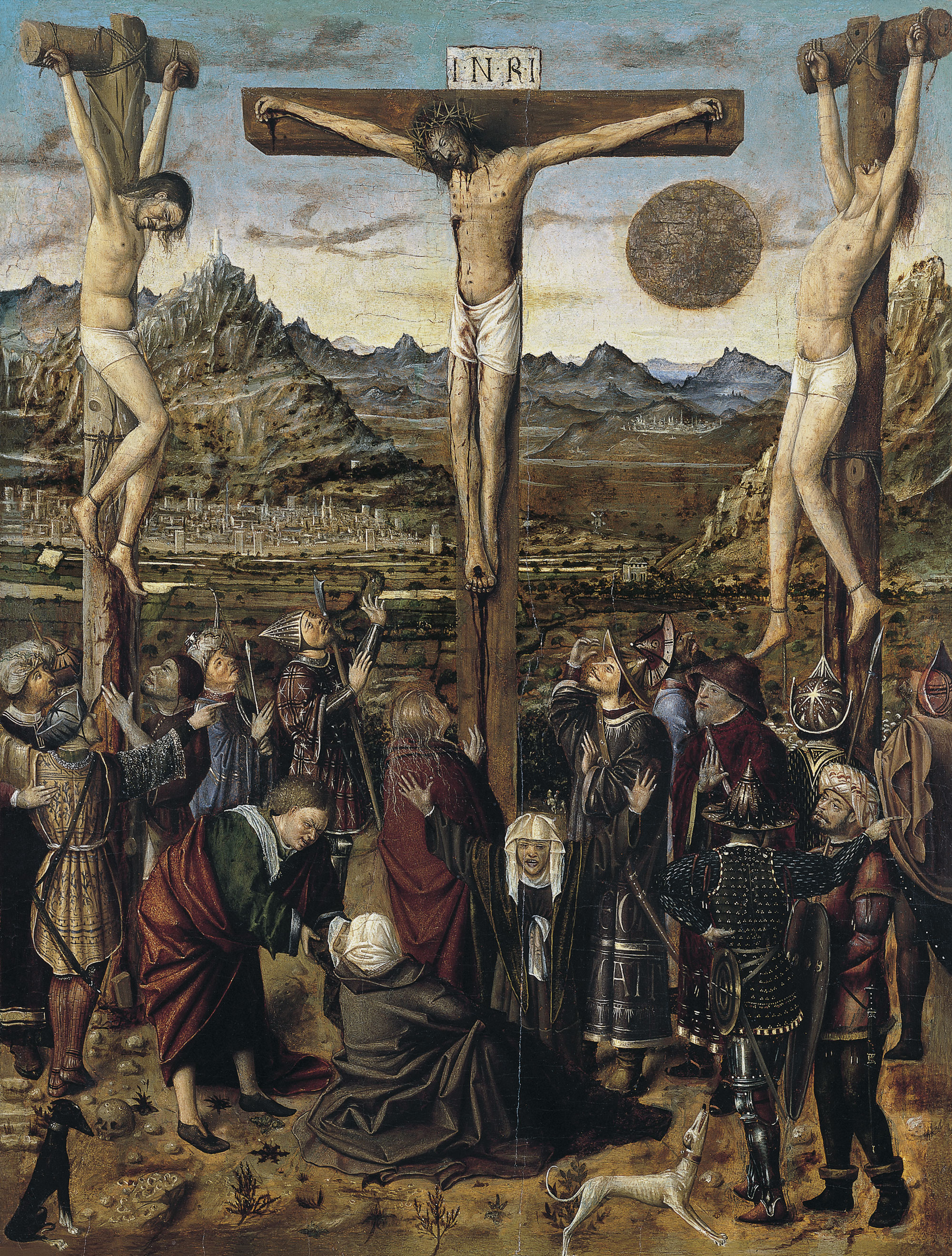
Crocifissione (l'attribuzione oscilla tra Colantonio, Antonello e un “anonimo Valenziano”), Museo Thyssen-Bornemisza, Madrid

Successivamente Colantonio realizzò per la chiesa di San Domenico Maggiore la Deposizione, in cui la dolente all'estrema sinistra, con il capo coperto da un ampio turbante che usa, tramite un lembo, per asciugarsi il pianto, è una citazione iconografica della Pietà di Petrus Christus.
Del 1460 è il Polittico di San Vincenzo Ferrer, realizzato per la chiesa di San Pietro Martire, dove il santo centrale, di monumentale grandezza, è ispirato all'opera di Piero della Francesca, mentre le architetture, in cui è inserito lo stesso e le scene della sua vita, sono di gusto iberico.
Ultima opera da ricordare è l'Ancona dei Rocco, ora alla Pinacoteca di Capodimonte.

## Opere
- Matera, Palazzo Lanfranchi:
  - Beati Maffeo e Raniero

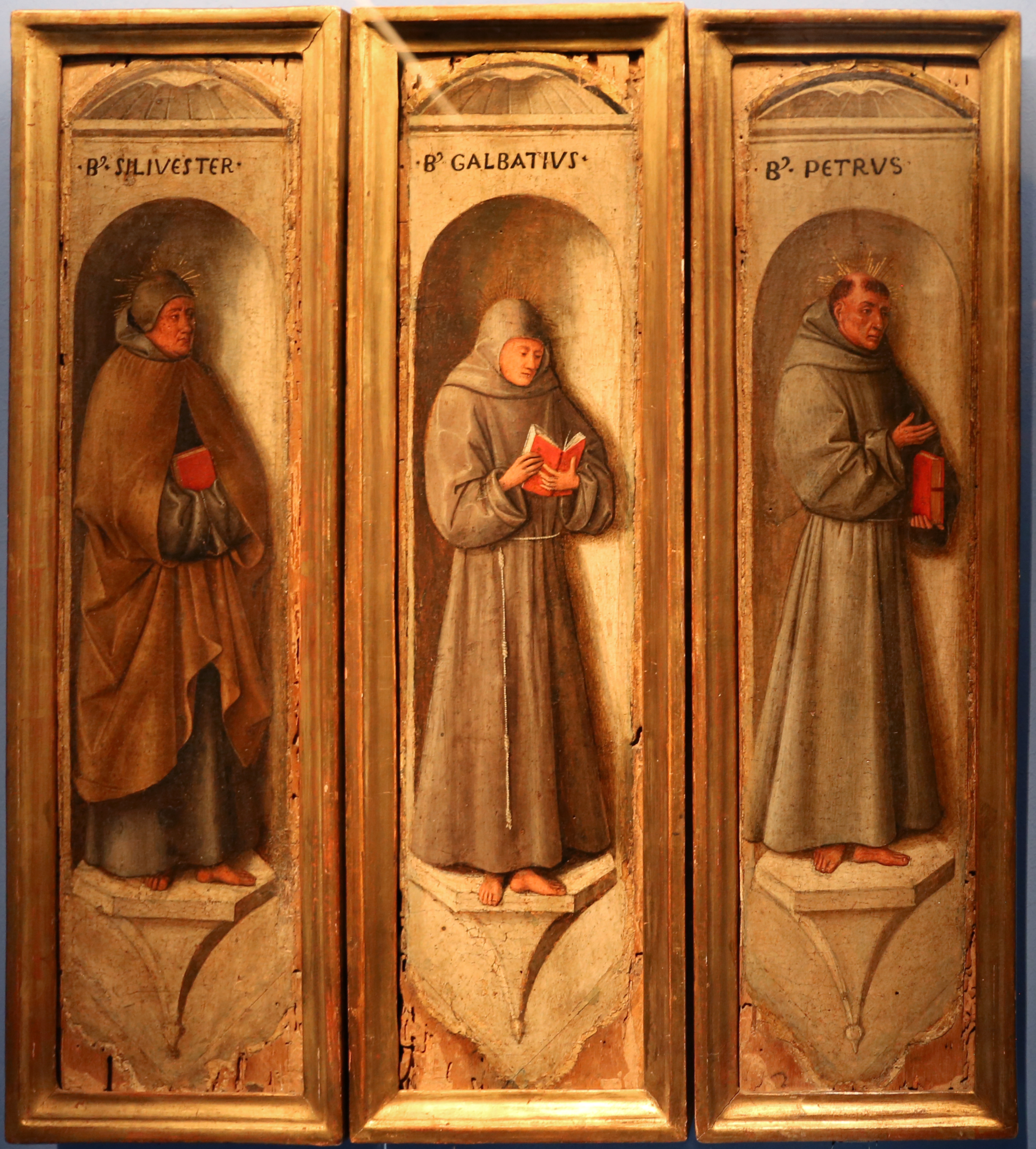
Beati Silvestro, Galbazio e Pietro, Palazzo Lanfranchi, Matera

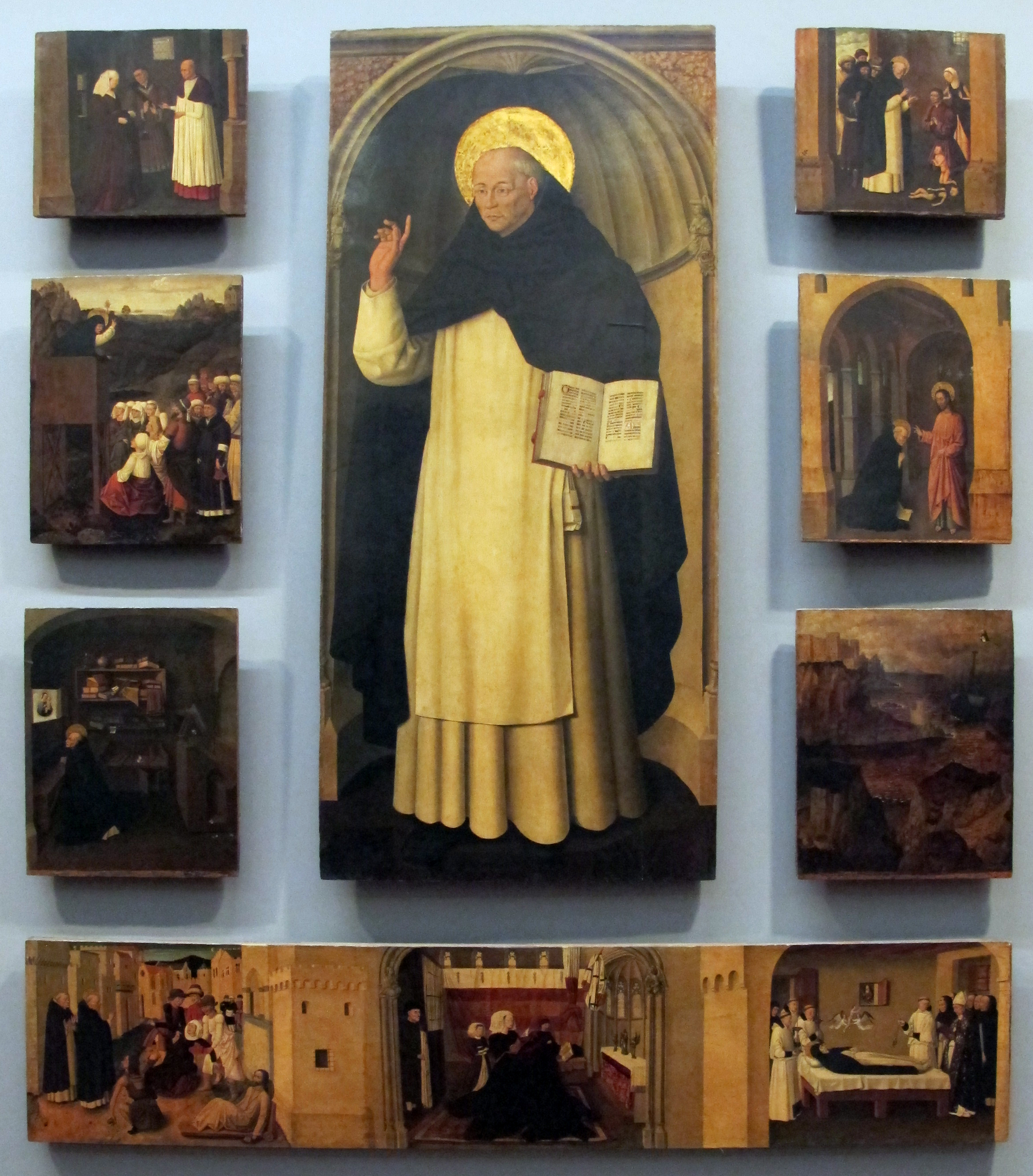
San Vincenzo Ferrer e sue storie, Museo di Capodimonte, Napoli

  - Beati Silvestro, Galbazio e Pietro
- New York, Metropolitan Museum of Art, Beato Leonardo d'Assisi
- Napoli, Museo Nazionale di Capodimonte:
  - Deposizione
  - Consegna della regola francescana
  - San Gerolamo nello studio
  - San Vincenzo Ferrer e sue storie
- Madrid, Museo Thyssen-Bornemisza, Crocifissione (l'attribuzione oscilla tra Colantonio, Antonello e un “anonimo Valenziano”)